# Bracon nevadensis
Bracon nevadensis är en stekelart som beskrevs av William Harris Ashmead 1889. Bracon nevadensis ingår i släktet Bracon och familjen bracksteklar. Inga underarter finns listade.